# Stazione di Rocca Imperiale
La stazione di Rocca Imperiale è una stazione ferroviaria posta sulla linea Taranto-Reggio di Calabria. Serve il centro abitato di Rocca Imperiale e sorge presso la sua Marina. La stazione è servita esclusivamente da due treni regionali operati da Trenitalia del servizio "Magna Grecia Line", solo nei giorni di sabato e domenica della stagione estiva 2024, dal 9 giugno al 29 settembre. Entrambi i regionali partono dalla stazione di Taranto e raggiungono la stazione di Sibari. Non vi fermano, invece, treni circolanti nella direzione opposta.